# Leptotarsus (Macromastix) clitellarius
Leptotarsus (Macromastix) clitellarius is een tweevleugelige uit de familie langpootmuggen (Tipulidae). De soort komt voor in het Australaziatisch gebied.